# باربی: ماجراجویی پرنسس
باربی: ماجراجویی پرنسس (به انگلیسی: Barbie: Princess Adventure) فیلم پویانمایی موزیکال ماجراجویی به‌کارگردانی کنراد هلتن و نویسندگی ان آستن می‌باشد که برای‌اولین بار در ایالات متحده بر روی نت‌فلیکس در تاریخ ۱ سپتامبر سال ۲۰۲۰ پخش گردید.